# Louis Auguste Le Tonnelier de Breteuil
Louis Charles Auguste Le Tonnelier, baron z Breteuil, baron z Preuilly (7. března 1730 Azay-le-Ferron – 2. listopadu 1807 Paříž) byl francouzský politik a diplomat, poslední hlavní ministr (de facto premiér) před francouzskou revolucí – jmenovaný králem Ludvíkem XVI. sto hodin před dobytím Bastily.

## Život
Narodil se na zámku Azay-le-Ferron do vlivné šlechtické rodiny. K jeho příbuzným patřila i slavná matematička a fyzička Émilie du Châtelet. V Paříži se mu dostalo vynikajícího vzdělání a později vstoupil do armády. Bojoval v sedmileté válce. V roce 1758 opustil armádu a nastoupil na ministerstvo zahraničí. Brzy byl jmenován francouzským velvyslancem v Kolínském kurfiřtství, kde prokázal diplomatické schopnosti. O dva roky později, v roce 1760, byl poslán do Petrohradu jako francouzský velvyslanec v Rusku. V roce 1769 byl poslán na stejný post do Stockholmu a následně, od roku 1770, zastupoval svou vládu ve Vídni. V roce 1773 se přemístil do Neapolského království, v roce 1783 se vrátil nakrátko do Vídně. Ve Švédsku se stal oblíbencem mladého krále Gustava III., ale Kateřina Veliká ho neměla ráda a Josef II. se mu posmíval. 
Po návratu do Francie byl Breteuil v roce 1784 jmenován ministrem královské domácnosti (Secrétaire d'État à la Maison du Roi). V této funkci prosadil značné změny ve vězeňství. Podařilo se mu též zmírnit cenzurní zákony. Vášnivě věřil, že monarchie by měla intelektuály povzbuzovat, a ne je považovat za nepřátele. V roce 1784 byl jmenován členem Académie des inscriptions et belles-lettres.
Náhrdelníková aféra ho postavila proti biskupovi Louisi de Rohanovi. Ač byl Breteuil velmi loajální ke královně Marii Antoinettě, jeho veřejný útok na Rohana ve věci předraženého náhrdelníku poškodil u veřejnosti i ji. Brzy se dostal do konfliktu i s ministrem financí Charlesem Alexandrem de Calonne, který v roce 1787 požadoval jeho propuštění. Dne 14. září 1788 propukly protesty proti monarchii. Protestující mj. pálili Breteuilovy podobizny. Když se chystali spálit podobiznu Marie Antoinetty, vojsko dav na náměstí Place de la Grève rozehnalo s velkým krveprolitím. 
Dne 24. července 1788 Breteuil rezignoval a uchýlil se na svůj zámek v Dangu. Poměry ho frustrovaly a stěžoval si "že se řítíme jako šílenci do záhuby", přesto zůstával monarchii a ancien régime věrný. V roce 1789 byl kontaktován konzervativními členy královnina kruhu. Souhlasil, že se stane předsedou vlády, jakmile bude odstraněn Jacques Necker. Necker byl populární, ale konzervativní roajalisté ho viděli jako nebezpečného hledače publicity a radikála. Pečlivě zorganizovaný plán byl vypracován Breteuilem, vévodkyní de Polignac, královým bratrem hrabětem d'Artois a za podpory Marie Antoinetty. Hrabě d'Artois však nedokázal potlačit svou nenávist k Neckerovi, a Necker tak byl propuštěn před tím, než byl před veřejností zkompromitován, jak bylo plánováno. Neckerovo propuštění bylo jedním ze spouštěčů útoku na Bastilu. Breteuil byl jmenován hlavním ministrem 12. července 1789. 
Jakmile vypukla revoluce, lidé z Breteuiloy skupiny prozřetelně opustili Francii. Vévodkyně de Polignac uprchla do Švýcarska, hrabě d'Artois ponejprve do Německa. Breteuil jel nejprve do Spa (v dnešní Belgii) a poté zvolil také Švýcarsko. 
Francouzská královská rodina byla v říjnu uvržena do domácího vězení. Nenávist a násilí, které je obklopovaly, daly královně důvod k obavám o život. Ke zděšení a znechucení Marie Antoinety pak Artois (žijící v té době v Turíně) jmenoval Calonna do své rady. Marie Antoinetta Calonnem opovrhovala a jeho jmenování znamenalo konec jejího přátelství se švagrem. Byla přesvědčena, že mu již nelze věřit. Marie Antoinetta proto rozhodla, že Breteuil bude jmenován předsedou exilové reprezentace. Ludvík XVI. ji v tomto kroku podporoval. A tak se Breteuil stal hlavním diplomatem královské rodiny v zahraničí. V listopadu 1790 získal od Ludvíka XVI. výhradní pravomoc vyjednávat s evropskými dvory a ve snaze zastavit neuváženou diplomacii emigrantských princů se brzy dostal do střetu se svým starým rivalem Calonnem.
Ve spolupráci s oblíbencem Marie Antoinetty, švédským hrabětem Axelem von Fersenem, Breteuil v roce 1791 zorganizoval útěk královské rodiny z Paříže do Varennes, k čemuž získal podporu švédského krále Gustava III. Pokus se téměř zdařil, ale na poslední chvíli byl zmařen Jeanem-Baptistem Drouetem, synem místního poštmistra. Po zatčení královské rodiny již musel jít Breteuil do jasného střetu s novým režimem. Přesvědčoval evropské monarchie k útoku na Francii a později se pokusil zorganizovat ekonomickou blokádu Francouzské republiky. Po neúspěchu útěku do Varennes obdržel Breteuil od Ludvíka XVI. instrukce, které ho nabádaly k obnovení přátelských vztahů s princi. Jeho nedůvěra ke královým bratrům a protichůdná prohlášení různých center bourbonského exilu totiž sloužily u řady evropských politiků jako záminka pro nevměšování se v Ludvíkův prospěch. Tato neochota vměšovat se trvala i přes masakry roajalistů v září 1792. Změnu v postojích evropských vládců přinesla až poprava Ludvíka XVI. v lednu 1793.
Po popravě krále se sice dal do pohybu intervenční proces, o nějž Breteuil usiloval, ale jeho postavení zhoršila. Královi bratři na něj začali útočit a tvrdili, že nadále uplatňuje pravomoci, které byly Ludvíkem XVI. odvolány. Po popravě Marie Antoinetty se Breteuil stáhl do ústraní. Žil poblíž Hamburku. Jeho loajalita k rodu Bourbonů skončila smrtí malého Ludvíka XVII. v roce 1795. K další loajalitě neměl mnoho důvodů, neboť oběma přeživšími bratry Ludvíka XVI. byl nenáviděn, zejména hrabětem d'Artois. Toho využil Napoleon Bonaparte, který ho v roce 1802 pozval zpět do Francie, ve snaze získat si řadu roajalistů. Na rozdíl od mnoha jiných emigrantů Breteuil jeho pozvání vyslyšel a vrátil se do vlasti. Snažil se přimět i ostatní roajalisty, aby se k němu připojili, ale v tom byl spíše neúspěšný. Zemřel v Napoleonově přízni roku 1807.
Breteuilova tajná korespondence s Ludvíkem XVI. a Marií Antoinettou byla objevena britským historikem Munro Pricem. Díky Priceově publikacím tak bylo také doceněno, jakou roli v pokusu o záchranu francouzské monarchie vlastně sehrál.